# Nathalie Lee Baw
Nathalie Lee Baw (sinh ngày 9 tháng 4 năm 1985) là một cựu vận động viên bơi lội người Mauritius, chuyên về các sự kiện tự do chạy nước rút. Lee Baw thi đấu cho Mauritius, khi 15 tuổi, ở nội dung 100 m tự do nữ tại Thế vận hội Mùa hè 2000 ở Sydney. Cô đã nhận được một vé từ FINA, theo chương trình Đại học, trong thời gian nhập cảnh là 1: 03.15. Cô đã thách đấu bảy người bơi khác trong lượt bơi thứ nhất, bao gồm cả Maria Awori, 15 tuổi ở Kenya. Đến từ vị trí thứ năm ở lượt cuối cùng, Lee Baw đã vượt qua Supra Singhal của Uganda trên đoạn đường cuối cùng để xếp hạt giống thứ tư trong 1: 06,67. Lee Baw đã thất bại trong việc lọt vào bán kết, khi cô xếp thứ 5 chung cuộc trong vòng loại.